# تشارلي فيشر
تشارلي فيشر هو مسير أعمال كندي، ولد في 21 مارس 1950 في ساسكاتون في كندا.